# Мухамедов, Музаффар
Музаффар Мухамедов — советский деятель искусств, театральный режиссёр, Заслуженный деятель искусств Узбекской ССР (1937), народный артист Узбекской ССР (1959).

## Биография
Родился в 1902 году в Ташкенте. Член КПСС с 1927 года.
Окончил Московскую узбекскую драматическую студию (1927).
Свою творческую деятельность начал актёром в труппе под руководством Хамзы в 1918 году.
В 1919—1924 гг. — актёр узбекской государственной образцовой драматической труппы.
Главный режиссёр Андижанского театра (1928—1930), Узбекского государственного музыкального театра (1930—1939), театра имени Навои (1939—1943 и с 1950), театра имени Мукими (1943—1950).
Ключевые роли: Махмуд Хан («Ядовитая жизнь»), Муслим («Халима»), Бессмертный Батыр («Йоркиной»), Мирзабоши («Лев»).
В первые годы режиссёрской карьеры следовал по пути Мейерхольда, впоследствии режиссура Мухамедова получила собственное развитие. Он сформировался как режиссёр музыкального театра и создал свою собственную режиссёрскую школу в этой области.
Ключевые режиссёрские работы: «Халима» (Фр. Зафари), «Гульсара» (К. Яшин, М. Мухамедов; Т. Джалилов), «Лайли и Меджнун» (Хуршид; Р. Глиер, Т. Садыков), «Даврон ота» (К. Яшин, С. Абдулла, Чусти; Т. Садыков, А. Козловский), «Тахир и Зухра», «Алпомыш» (С. Абдулла; Т. Жалилов), «Офтобхон» (К. Яшин; Т. Джалилов) 
Умер в 1995 году в Ташкенте.

## Награды
- Орден Октябрьской Революции
- Орден Трудового Красного Знамени (дважды)